# Godinus
Godinus (* um 602; † 627 bei Chartres) war ein fränkischer Adliger und unter der Herrschaft der Merowinger Hausmeier von Burgund.

## Familie
Godinus wurde um 602, vermutlich in Chalon-sur-Saône, als Sohn des burgundischen Hausmeiers Warnachar II. und seiner namentlich nicht bekannten Ehefrau geboren. Seine Existenz findet insbesondere durch namentliche Erwähnungen in der Chronik des Fredegar Nachweis.

## Leben
Nach dem Tod seines Vaters um das Jahr 627 war Godinus bestrebt, dessen Nachfolge im Amt anzutreten. Trotz der Machtfülle, die Warnachar II. aufgrund der häufigen Abwesenheit König Chlothars II. im Teilreich besessen hatte, gelang es dem Sohn nicht, die burgundischen Magnaten hinter sich zu vereinen. Insbesondere eine Gruppe um die einflussreichen Duces Amalgar und Chramnelenus aus der Familie der Waltriche versuchte, den Einfluss der Warnachar-Sippe auf die fränkische Reichspolitik mit allen Mitteln zu unterbinden. Chlothar II. ließ diese Gruppe im Ringen um die Macht stillschweigend gewähren. Als sich auch Arnebert, der Mann seiner Schwester, den Gegnern anschloss, verlor Godinus den letzten Rückhalt unter den Adeligen Burgunds. In einem aufsehenerregenden Coup d’État heiratete er daraufhin seine Stiefmutter Bertha, die Witwe seines Vaters und trat die Nachfolge Warnachars als Majordomus an, jedoch ohne die Zustimmung des Königs einzuholen.
Diese Vermählung mit seiner Stiefmutter, die der Absicherung seines Herrschaftsanspruches geschuldet war, galt dem zeitgenössischen Chronisten als Skandal und Todsünde. Zwar war eine solche Ehe nach fränkischer Rechtsgewohnheit in der Vergangenheit nicht unüblich, nach kanonischem Recht jedoch geächtet und mit der Todesstrafe bedroht. Da die Warnachar-Sippe in Burgund noch über eine starke Hausmacht verfügte, wagte es der König nicht, einen Hochverratsprozess gegen den Usurpator anzustrengen. Stattdessen klagte Chlothar II. den Hausmeier an, mit der Heirat geltendes Königsrecht, die Decretio Childeberti, gebrochen zu haben. Er sandte Godinus’ Schwager Arnebert mit einem Heer aus, des burgundischen Majordomus habhaft zu werden und ihn zu ermorden. Godinus gelang jedoch gemeinsam mit Bertha die Flucht nach Austrasien. In der Abtei Saint-Èvre zu Toul begehrten beide Kirchenasyl, welches ihnen von Dagobert I. gewährt wurde. Durch die Vermittlung des austrasische Unterkönigs, eines Sohnes Chlothars, gelang kurzfristig eine Aussöhnung zwischen den Streitparteien – unter der Bedingung, dass Godinus seine Stiefmutter aus der Ehe entlassen musste. Zudem wurde ihm von König der Franken auferlegt, an den heiligsten Stätten des Frankenreichs in Soissons, Paris, Orléans und Tours Buße für seine Sünden abzuleisten. Während Godinus mit einigen Gefolgsleuten seine Bußreise antrat, kehrte Bertha nach Burgund zurück. Dort erhob sie vor Chlothar II. gegenüber ihrem Stiefsohn den Vorwurf, neuerlichen Hochverrat und die Ermordung des Königs anzustreben. Chlothar II. schickte daraufhin Waldebert und Chramnulf, zwei seiner Getreuen aus der Waltrich-Sippe samt einer Schar Bewaffneter nach Neustrien, um Godinus in einen Hinterhalt zu locken und zu töten. Chramnulf gelang es, das Vertrauen des Hausmeiers zu gewinnen und er führte ihn bei Nacht zu einem Gehöft vor den Toren von Chartres, wo Godinus mit seinen Begleitern eine Rast einlegte. Waldebert und seine Krieger stürmten daraufhin den Bauernhof und gemeinsam erschlugen die Waltriche Godinus und die Mehrzahl seiner Anhänger.
Kurz nach der Ermordung des Godinus berief Chlothar II. eine Versammlung des burgundischen Adels in Troyes ein, um über die Nachfolge des Verstorbenen zu beraten. Die Großen Burgunds lehnten jedoch die Wahl eines Nachfolgers im Amt des Hausmeiers ab – dies hatte zur Folge, dass Burgund in den folgenden Jahrzehnten, bis 641, königsunmittelbar regiert wurde.

## Quelle
- Fredegar-Chronik. in: Bruno Krusch (Hrsg.): Scriptores rerum Merovingicarum 2: Fredegarii et aliorum Chronica. Vitae sanctorum. Hannover 1888 (Monumenta Germaniae Historica, Digitalisat)